# Seyssel (Ain)
Ne doit pas être confondu avec Seyssuel.
Pour les articles homonymes, voir Seyssel.
Seyssel est une commune française située dans le département de l'Ain, en région Auvergne-Rhône-Alpes. Ses habitants sont appelés les Seysselans.
Elle fait partie de la communauté de communes Usses et Rhône, qui regroupe 23 communes de la Haute-Savoie et 3 communes de l'Ain.
La ville a donné son nom à des vins AOC « Vin et Roussette de Savoie », « Seyssel » et « Seyssel mousseux ».

## Géographie
La commune est établie sur la rive droite du Rhône qui la sépare de la commune homonyme, située sur la rive gauche du fleuve, en Haute-Savoie.

### Voies de communication et transports
Le village est desservi par les TER Auvergne-Rhône-Alpes via la gare de Seyssel-Corbonod.

### Climat
Pour des articles plus généraux, voir Climat d'Auvergne-Rhône-Alpes et Climat de l'Ain.
En 2010, le climat de la commune est de type climat des marges montargnardes, selon une étude du CNRS s'appuyant sur une série de données couvrant la période 1971-2000. En 2020, Météo-France publie une typologie des climats de la France métropolitaine dans laquelle la commune est exposée à un climat de montagne ou de marges de montagne et est dans la région climatique Alpes du nord, caractérisée par une pluviométrie annuelle de 1 200 à 1 500 mm, irrégulièrement répartie en été.
Pour la période 1971-2000, la température annuelle moyenne est de 11,4 °C, avec une amplitude thermique annuelle de 18,7 °C. Le cumul annuel moyen de précipitations est de 1 240 mm, avec 10,4 jours de précipitations en janvier et 8,1 jours en juillet. Pour la période 1991-2020, la température moyenne annuelle observée sur la station météorologique de Météo-France la plus proche, « Usinens Sa », sur la commune d'Usinens à 6 km à vol d'oiseau, est de 11,8 °C et le cumul annuel moyen de précipitations est de 985,3 mm,. Pour l'avenir, les paramètres climatiques de la commune estimés pour 2050 selon différents scénarios d'émission de gaz à effet de serre sont consultables sur un site dédié publié par Météo-France en novembre 2022.

## Urbanisme

### Typologie
Au 1er janvier 2024, Seyssel est catégorisée bourg rural, selon la nouvelle grille communale de densité à 7 niveaux définie par l'Insee en 2022.
Elle appartient à l'unité urbaine de Seyssel, une agglomération inter-départementale dont elle est une commune de la banlieue,. La commune est en outre hors attraction des villes,.

### Occupation des sols
L'occupation des sols de la commune, telle qu'elle ressort de la base de données européenne d’occupation biophysique des sols Corine Land Cover (CLC), est marquée par l'importance des territoires agricoles (57,1 % en 2018), en diminution par rapport à 1990 (61,2 %). La répartition détaillée en 2018 est la suivante : 
zones agricoles hétérogènes (57,1 %), zones urbanisées (18,8 %), milieux à végétation arbustive et/ou herbacée (16,6 %), eaux continentales (7,5 %).
L'évolution de l’occupation des sols de la commune et de ses infrastructures peut être observée sur les différentes représentations cartographiques du territoire : la carte de Cassini (XVIIIe siècle), la carte d'état-major (1820-1866) et les cartes ou photos aériennes de l'IGN pour la période actuelle (1950 à aujourd'hui).

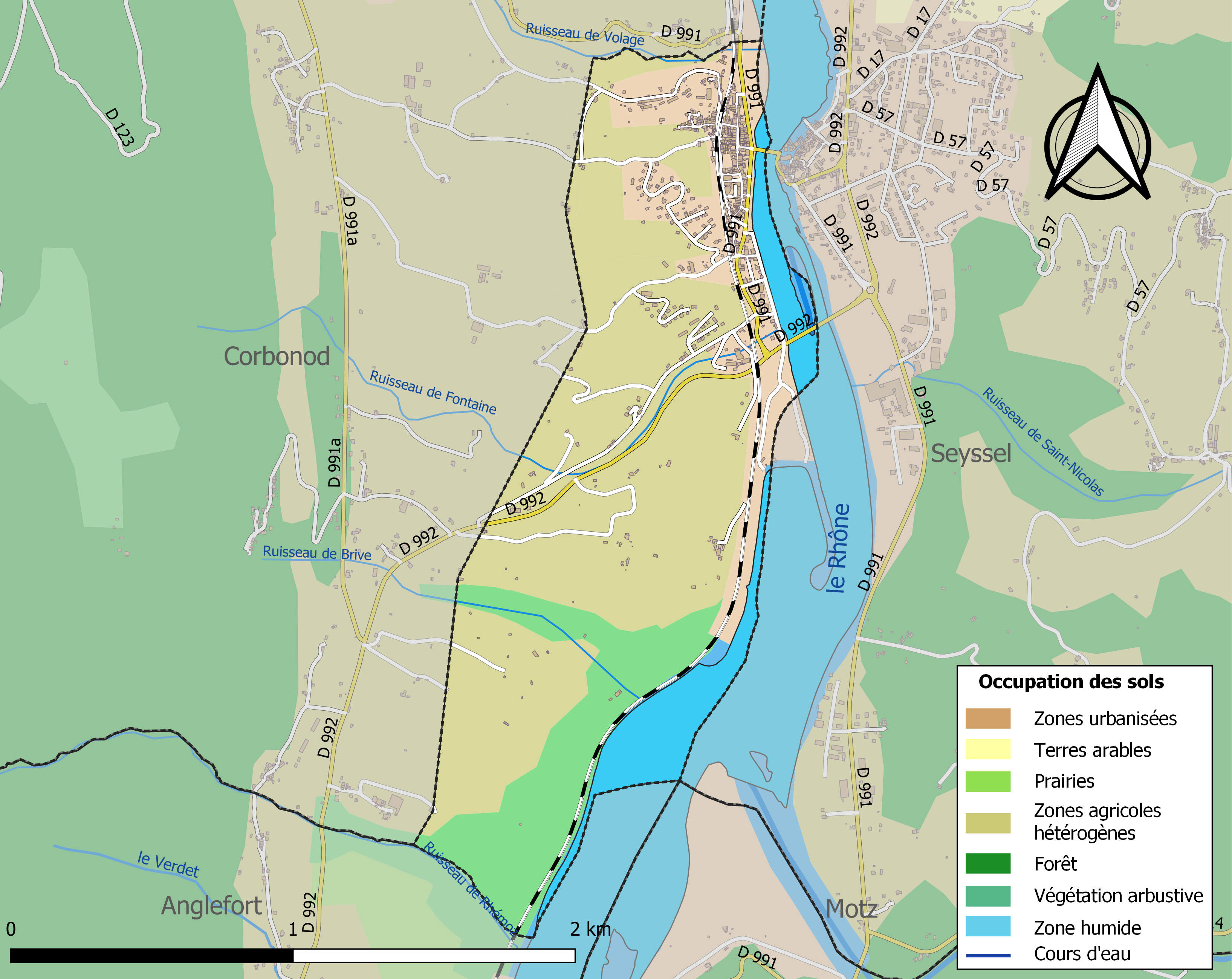
Carte des infrastructures et de l'occupation des sols de la commune en 2018 (CLC).

## Histoire

### Héraldique
| Blason de Seyssel (Ain) | Blason  | D'azur au cerf rampant et contourné d'or entrelacé avec une lettre S capitale d'argent. |
| Blason de Seyssel (Ain) | Détails |                                                                                         |

## Politique et administration

### Découpage territorial
La commune de Seyssel est membre de la communauté de communes Usses et Rhône, un établissement public de coopération intercommunale (EPCI) à fiscalité propre créé le 1er janvier 2017 dont le siège est à Seyssel. Ce dernier est par ailleurs membre d'autres groupements intercommunaux.
Sur le plan administratif, elle est rattachée à l'arrondissement de Belley, au département de l'Ain et à la région Auvergne-Rhône-Alpes. Sur le plan électoral, elle dépend du canton de Plateau d'Hauteville pour l'élection des conseillers départementaux, depuis le redécoupage cantonal de 2014 entré en vigueur en 2015, et de la quatrième circonscription de l'Ain pour les élections législatives, depuis le dernier découpage électoral de 2010.

### Administration municipale
| Période       | Période  | Identité                     | Étiquette | Qualité                                            |
| ------------- | -------- | ---------------------------- | --------- | -------------------------------------------------- |
| maire en 1835 | ?        | Anthelme Genolin (1766-1847) |           | Médecin, juge de paix, conseiller d'arrondissement |
| 1977          | 1995     | François Broisin             |           | réélu en 1983, 1989                                |
| 1995          | 2008     | Jean-Paul Granchamp          |           | Réélu en 2001                                      |
| 2008          | 2014     | Jean Ravel                   |           |                                                    |
| 2014          | 2016     | Jean-Paul Granchamp          |           |                                                    |
| 2017          | En cours | Michel Botteri               |           |                                                    |

### Jumelages
| Seyssel est jumelée avec : - Sijsele (Belgique) (Province de Flandre occidentale) depuis le 6 octobre 1974 ; - Fregona (Italie) depuis 1992 (Province de Trévise, en Vénétie) depuis le 6 septembre 1992. | \| Sijsele Fregona Seyssel \| |
| Sijsele Fregona Seyssel |                               |

## Population et société

### Démographie
L'évolution du nombre d'habitants est connue à travers les recensements de la population effectués dans la commune depuis 1793. Pour les communes de moins de 10 000 habitants, une enquête de recensement portant sur toute la population est réalisée tous les cinq ans, les populations de référence des années intermédiaires étant quant à elles estimées par interpolation ou extrapolation. Pour la commune, le premier recensement exhaustif entrant dans le cadre du nouveau dispositif a été réalisé en 2004.

En 2022, la commune comptait 997 habitants, en stagnation par rapport à 2016 (Ain : +5,15 %, France hors Mayotte : +2,11 %).
| 1793  | 1800  | 1806  | 1821  | 1831  | 1836  | 1841  | 1846  | 1851  |
| ----- | ----- | ----- | ----- | ----- | ----- | ----- | ----- | ----- |
| 1 057 | 1 058 | 2 304 | 1 215 | 1 336 | 1 230 | 1 336 | 1 418 | 1 493 |

| 1856  | 1861  | 1866  | 1872  | 1876  | 1881  | 1886  | 1891  | 1896  |
| ----- | ----- | ----- | ----- | ----- | ----- | ----- | ----- | ----- |
| 1 312 | 1 235 | 1 234 | 1 184 | 1 150 | 1 178 | 1 144 | 1 028 | 1 032 |

| 1901  | 1906 | 1911  | 1921 | 1926 | 1931 | 1936 | 1946  | 1954  |
| ----- | ---- | ----- | ---- | ---- | ---- | ---- | ----- | ----- |
| 1 056 | 989  | 1 017 | 924  | 902  | 941  | 898  | 1 055 | 1 003 |

| 1962  | 1968  | 1975  | 1982 | 1990 | 1999 | 2004 | 2006 | 2009 |
| ----- | ----- | ----- | ---- | ---- | ---- | ---- | ---- | ---- |
| 1 001 | 1 029 | 1 043 | 831  | 817  | 801  | 897  | 902  | 948  |

| 2014 | 2019  | 2022 | - | - | - | - | - | - |
| ---- | ----- | ---- | - | - | - | - | - | - |
| 981  | 1 002 | 997  | - | - | - | - | - | - |

### Enseignement

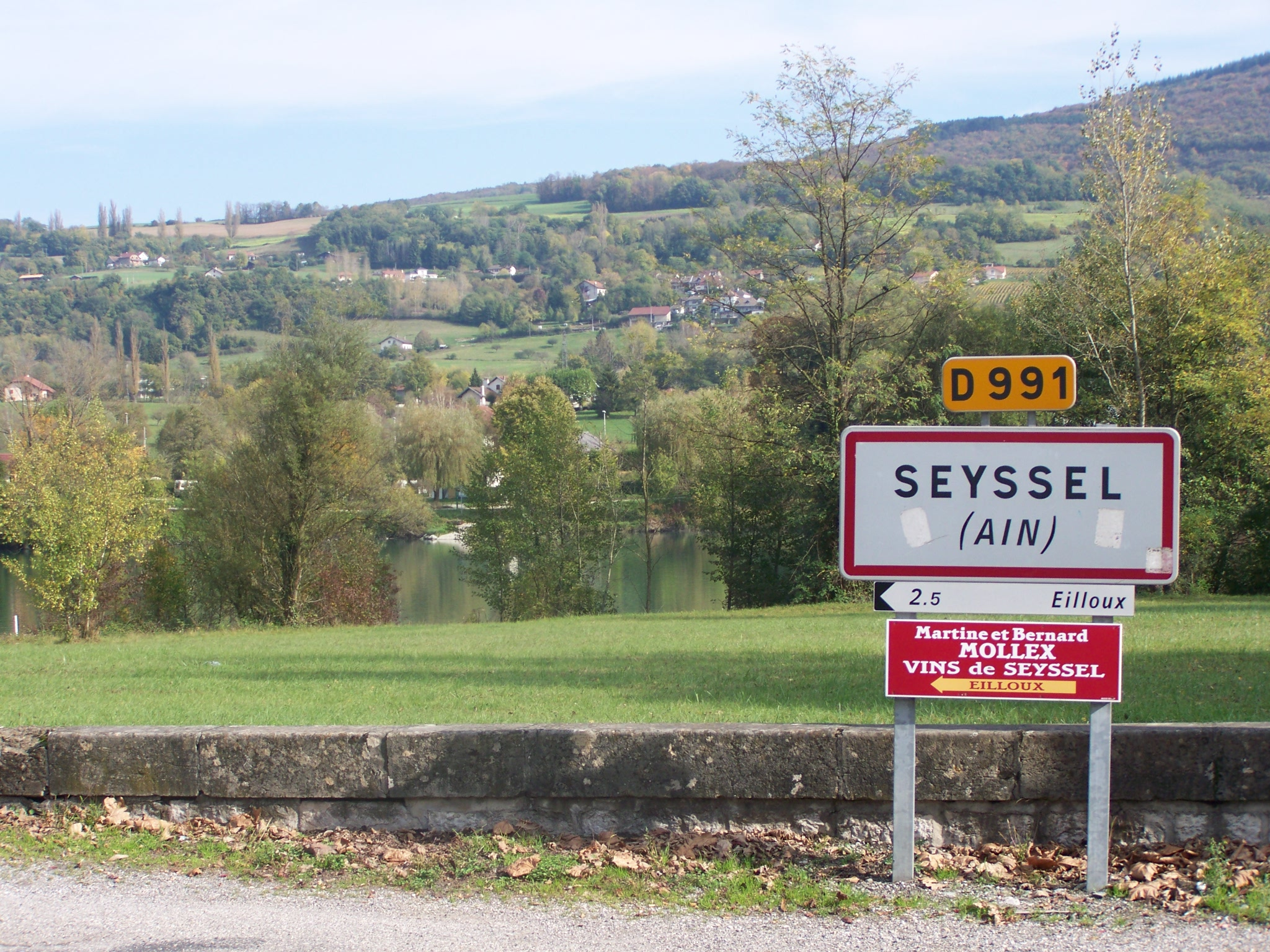
Entrée du village de Seyssel de l'Ain.

- Collège du Mont-des-Princes, à Seyssel (Haute-Savoie).
- École publique communale.

### Manifestations culturelles et festivités
- Feu d'artifice du 14-Juillet suivi de son bal populaire.
- Foire du 11-Novembre.
- Foire du 1er-Mai.
- Marché tous les samedis, place de la République.

## Culture et patrimoine

### Personnalités liées à la commune
- Marie Augustin François Passerat de Silans (1770-1852), homme politique né et décédé à Seyssel, maire de Seyssel, député de l'Ain de 1813 à 1815 et de 1817 à 1820.

### Lieux et monuments

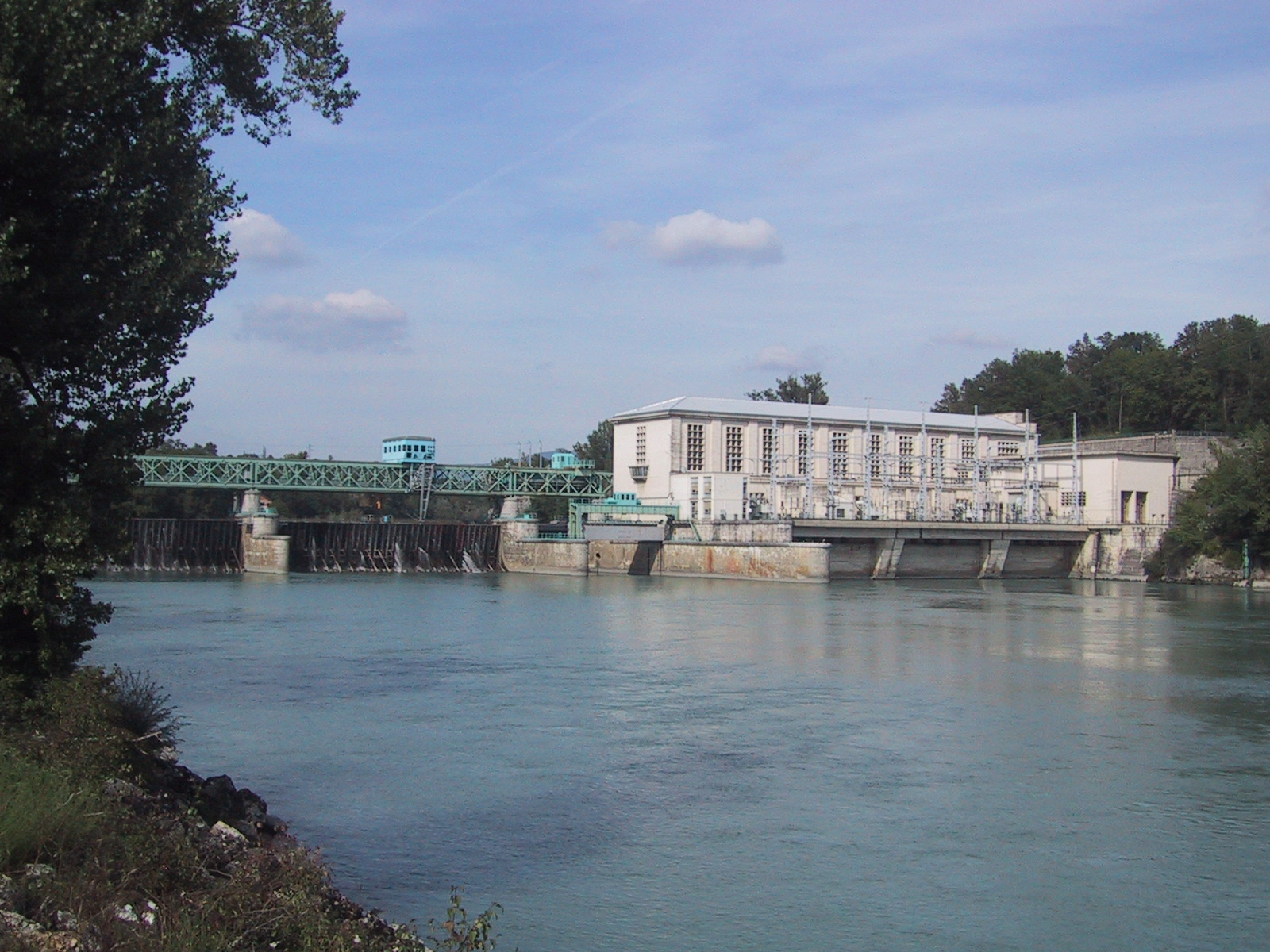
Le barrage de Seyssel.

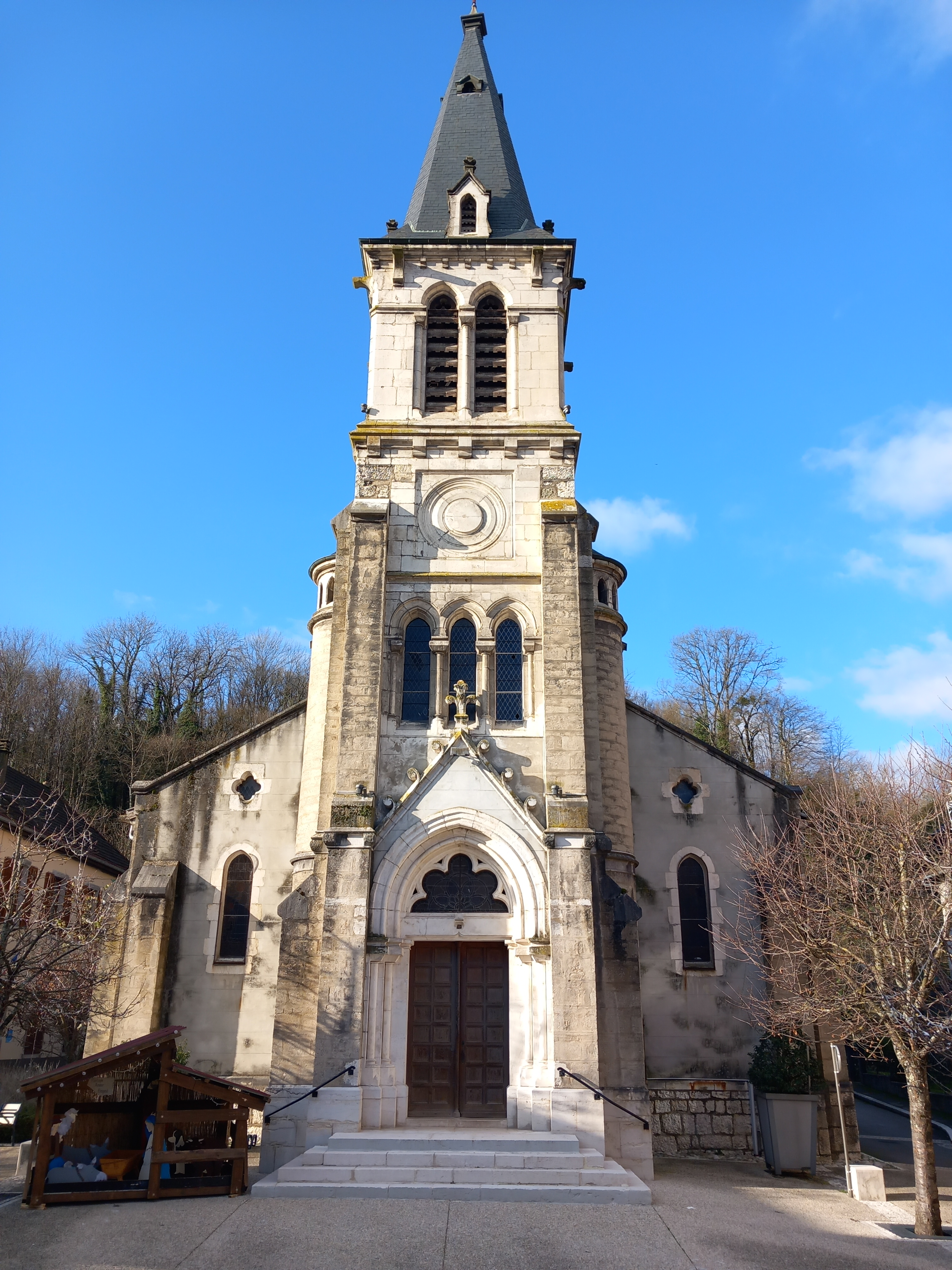
L'église.

- Barrage de Seyssel : cet important barrage hydraulique est installé à l'amont de la cité. Il appartient à la Compagnie nationale du Rhône, filiale d'Engie.
- Le pont de Seyssel haubané, construit en 1987 pour franchir le Rhône, a été primé au concours des plus beaux ouvrages de construction métalliques (PBO)[23].
- Le pont de la Vierge noire.
- Le musée du bois de Seyssel.
- Église Saint-François-de-Sales de Seyssel.